# Mansión de Gārsene
La Mansión de Gārsene es una casa señorial neogótica localizada en la parroquia de Gārsene, municipio de Jēkabpils en la región de Selonia de Letonia. El palacio alberga un museo donde los visitantes pueden ver una exhibición sobre la familia alemana del Báltico von Budberg.

## Historia
La mansión de Gārsene fue construida en estilo neogótico para la familia von Budberg en torno a 1856 junto a un patio interior rectangular. La porción de dos plantas de la mansión fue construida primero, con una ala de una sola planta añadida en 1885. La familia poseyó la mansión hasta la reforma agraria de Letonia de 1920. En 1939 el edificio fue reconstruido según el proyecto de la escuela del arquitecto Vassiliev, y desde 1940 es parte de la escuela elemental local de Gārsene.
En el siglo XVIII el molino en la finca fue remodelado con fachada neogótica añadida en la segunda mitad del siglo XIX. También hay un amplio parque ajardinado con estanques y puentes decorativos adyacente a la mansión. Hay treinta diferentes atracciones para ver para los visitantes, una de las cuales conduce al lugar de descanso de la familia baronial, que está adyacente al molino.
La Mansión de Gārsene se encuentra más allá de los postes de la puerta. Los edificios agrícolas se agrupan alrededor del patio frontal, existiendo un viejo granero y establos en un porche porticado. El complejo de la mansión también tiene una cervecería, residencia para trabajadores y cuartos de sirvientes.